# Shaviovik River
Der Shaviovik River ist ein etwa 165 km langer Zufluss der Beaufortsee im Bereich der North Slope im Nordosten des US-Bundesstaats Alaska.

## Verlauf
Der Shaviovik River entspringt im Norden der Brookskette 28 km westnordwestlich von Mount Salisbury auf einer Höhe von etwa 1100 m. Er fließt anfangs 18 km in nordwestlicher Richtung durch das Bergland und erreicht das weiter nördlich gelegene Küstentiefland. Dort wendet sich der Fluss 10 km nach Norden bis zur Einmündung des Kemik Creek von rechts. Bis Flusskilometer 88 fließt der Shaviovik River dann in Richtung Nordnordwest und wendet sich dann nach Norden. Bei Flusskilometer 80 trifft der  Juniper Creek rechtsseitig auf den Shaviovik River. Dieser bildet nun einen verflochtenen Fluss. An Flusskilometer 60 Kilometern fließt der Shaviovik River in Richtung Nordnordost. Bei Flusskilometer 20 mündet noch der Kavik River von rechts in den Shaviovik River. Dieser wendet sich im Anschluss nach Norden und erreicht schließlich 42 km östlich von Deadhorse gegenüber der Insel Tigvariak Island das Meer.

## Flussfauna
Im Shaviovik River wurden folgende Fischarten nachgewiesen: Arktische Äsche, Dolly-Varden-Forelle und Neunstachliger Stichling.

## Namensgebung
Der Fluss trägt einen Eskimo-Namen mit der Bedeutung „Platz wo es Eisen gibt“. Der Name wurde von dem Prospektor S. J. Marsh im Jahr 1901 als „Saviovic“ gemeldet.

## Einzugsgebiet
Das etwa 4100 km² große Einzugsgebiet des Shaviovik River grenzt im Nordosten an das Einzugsgebiet eines namenlosen Zuflusses der Beaufortsee, im Osten und im Südosten an das des Canning River, im Südwesten und im Westen an das des Echooka River sowie im Nordwesten an das des Kadleroshilik River.